# Taoniscus nanus
Il tinamo nano (Taoniscus nanus (Temminck, 1815)) è un uccello  della famiglia dei Tinamidi. È l'unica specie nota del genere Taoniscus.

## Descrizione
Lungo circa 16 cm, ha una livrea grigio-marrone, con una macchia bianca sulla gola, con iride e zampe gialle.

## Biologia
Si nutre di semi, insetti ed artropodi

## Distribuzione e habitat
L'attuale areale di Taoniscus nanus sembra essere ristretto al cerrado del sud-est del Brasile (Distrito Federal, Goiás, Minas Gerais, Mato Grosso do Sul, Tocantins, São Paulo e Paraná). In passato alcuni esemplari sono stati segnalati in località del Paraguay e dell'Argentina, ma in epoca recente mancano segnalazioni al di fuori del Brasile.